# Sebeș
Sebeș (pronunciació en romanès: [ˈSebeʃ]; en alemany: Mühlbach; en hongarès: Szászsebes; en dialecte saxó de Transsilvània: Melnbach) és una ciutat del comtat d'Alba, al centre de Romania, al sud de Transsilvània.

## Geografia
La ciutat es troba a la vall del riu Mureș i es troba a cavall amb el riu Sebeș. Es troba a la cruïlla de dues autopistes principals de Romania: la ruta europea E68 - DN7 que ve de Sibiu i va cap a Deva i la ruta europea E81 - DN1 que ve de Sibiu i va cap a Alba-Iulia i Cluj Napoca. L'autopista A1 (Romania) passa al nord i a l'est de la ciutat.
Es troba a 15 km al sud de la capital del comtat, Alba Iulia, i també té tres pobles sota la seva administració:
- Petrești (Petersdorf; Péterfalva) - 3,5 km al sud.
- Lancrăm (Langendorf; Lámkerék) - 2 km al nord.
- Răhău (Reichau; Rehó) - 6 km a l'est.

## Clima
Sebeș té un clima continental humit (Cfb a la classificació climàtica de Köppen).

## Història
Es creu que hi ha hagut un assentament rural anterior en aquesta zona, amb població romanesa i petxenegana, situada a l'est de la ciutat actual. La ciutat va ser construïda per colons alemanys, més tard anomenats saxons de Transsilvània, però originàriament de la regió del Rin i Mosella, al territori del regne hongarès a la segona meitat del segle xii i es va convertir en una ciutat important de la Transsilvània medieval. Les seves muralles es van reforçar després de les invasions tàtares (mongoles) entre 1241 i 1242, però la ciutat va ser ocupada el 1438 per l'Imperi Otomà. El voivoda de Transsilvània Joan I Zápolya va morir a Sebeș el 1540. La dieta transsilvana es va reunir a Sebeș el 1546, 1556, 1598 i 1600. La ubicació de les reunions, la Casa Zápolya, ara és un museu.
Després de la unió amb Romania el 1918, el primer alcalde de la ciutat va ser Lionel Blaga, germà del poeta i filòsof romanès Lucian Blaga, que va néixer al proper poble de Lancrăm.

## Economia

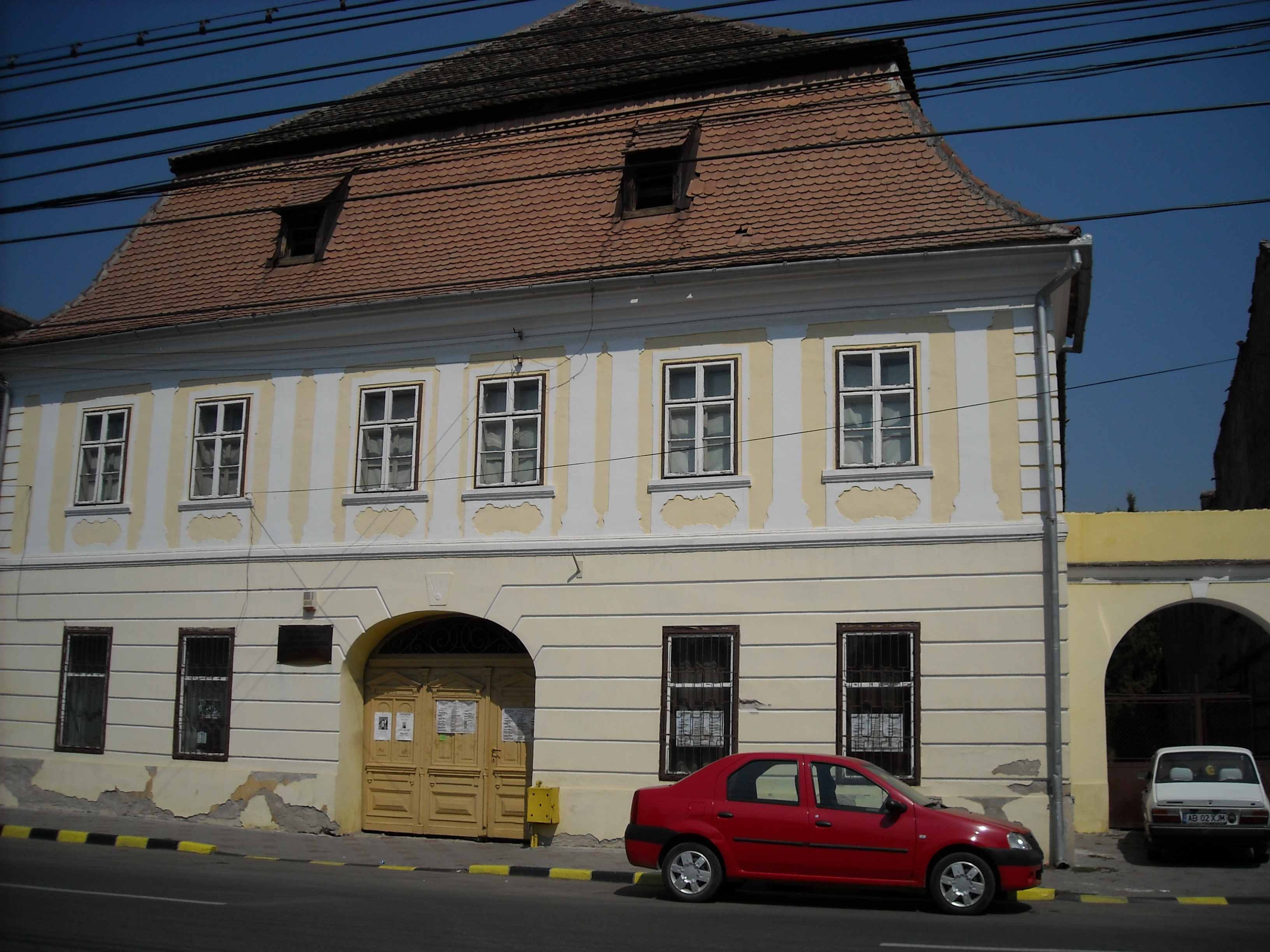
L'edifici Zapolya

## Població
Segons el cens del 2011, Sebeș tenia 24.165 habitants, dels quals:
- Romanesos: 22.551, que representen el 93,3% (el 1850: 69,4%)
- Romaní: 1,168, que representa el 4,8% (el 1850: 2,7%)
- Alemanys: 261, que representen l'1,1% (el 1850: 27,0%)
- Hongarès: 131, el 0,5% (el 1850: 0,47%)
- Altres: 52, que representen el 0,3%